# فیفا فوتبال ۲۰۰۴
فیفا فوتبال ۲۰۰۴ (به انگلیسی: FIFA Football 2004) بازی ویدئویی منتشرشده در زمینهٔ شبیه‌سازی فوتبال ساخت شرکت الکترونیک آرتز است که توسط الکترونیک آرتز کانادا ساخته و در اکتبر ۲۰۰۳ منتشر شده‌است.